# Хирмина
Хирмина је у грчкој митологији била Форбантова супруга.

## Етимологија
Њено име можда значи „зујање у кошницама“.

## Митологија
Била је Нелејева или Никтејева кћерка или кћерка Епеја и Анаксироје. Била је Форбантова супруга и мајка Аугија и Актора. Актор је дао име своје мајке граду Хирмини, који је касније нестао. Према Хигину, њен син је изгледа био и аргонаут Тифиј.